# Svante Bergh (militär)
Svante Bergh, född den 17 januari 1943 i Oscars församling i Stockholm, är en svensk militär.
Bergh blev officer vid Roslagens luftvärnsregemente 1965 och befordrades till kapten 1970. Han studerade vid Militärhögskolan 1970–1973 samt var lärare vid Krigsskolan 1973–1974 och vid Militärhögskolan 1974–1976. År 1976 blev han major i generalstabskåren och tjänstgjorde 1976–1980 i Arméstaben. År 1981 befordrades han till överstelöjtnant och studerade 1981–1982 vid Command and General Staff College i USA. Han var avdelningschef i Arméstaben 1983–1984, varefter han 1984–1986 tjänstgjorde vid Göta luftvärnsregemente. År 1986 befordrades han till överste och var chef för Göta luftvärnsregemente 1986–1989. År 1989 befordrades han till överste av första graden och var chef för Älvsborgs regemente tillika befälhavare för Älvsborgs försvarsområde 1989–1992. Han befordrades 1992 till generalmajor och var stabschef i Mellersta militärområdet 1992–1993 samt planeringschef och tänkt insatschef för OSSE i Wien i en militär fredsbevarande styrka i konflikten om Nagorno Karabakh 1993–1994. Han var departementsråd i Försvarsdepartementet 1994–1995 och tjänstgjorde som internationell operationsledare vid Högkvarteret 1995–1996. År 1996 lämnade han försvarsmakten och var 1996 till 2006 direktör vid Ericsson Microwave Systems. Bergh har arbetat som konsult i säkerhet och mentor i ledarskap sedan 2006.
Bergh var adjutant hos Hans Majestät Konungen 1974–1986 och överadjutant fram till 1996. Han invaldes 1985 som ledamot av Kungliga Krigsvetenskapsakademien.